# Falunrot

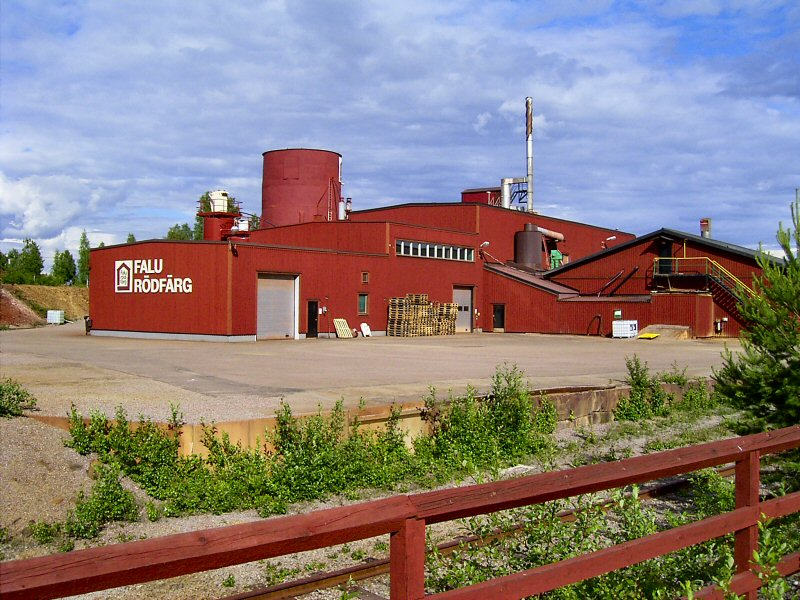
Das Pigmentwerk (Rödfärgsverket) in Falun

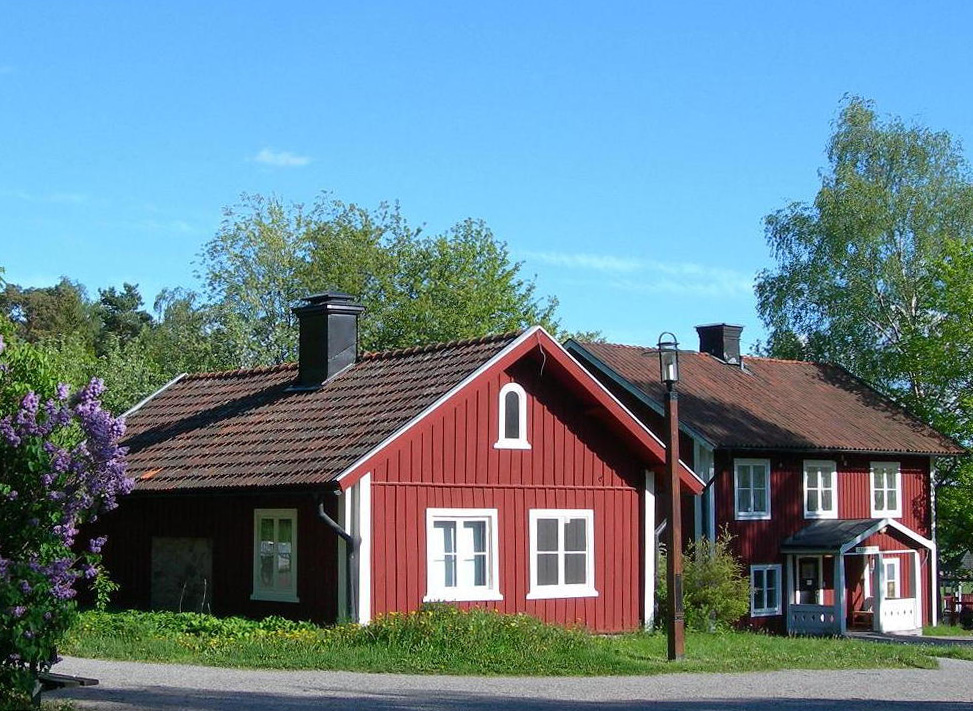
Schwedische Häuser mit Anstrich in Falunrot

Falunrot (schwedisch Faluröd, Falurött oder Rödfärg) oder auch Schwedenrot ist eine vor allem in Schweden produzierte rote Dispersionsfarbe für den Außenbereich. Die Bezeichnung Falunrot bezieht sich auf den schwedischen Ort Falun und dessen bekannte, seit 1992 geschlossene Kupfermine.
Die Bezeichnung Falu Rödfärg sowie das Falu Rödfärg Logo sind eingetragene, geschützte Markenzeichen der Stora Kopparbergs Bergslags AB, deren Angabe zufolge der Farbe etwa S 5040-Y80R des Natural Color Systems bzw. die RAL-Farbe 3009 entspricht. Dieser Hersteller bietet neben der klassischen roten Farbe (Röd) eine hellere Variante an (Hellrot, Ljusröd). Diese hat etwa den NCS-Wert S 5040-Y70R und soll die im 18. Jahrhundert meistverwendete „Rödfärg“ gewesen sein. In Webdefinitionssprachen gibt es keine Bezeichnung für Falunrot.

## Geschichte
Das aus dem Abraum des Kupferbergbaues in Falun gewonnene Pigment Falunrot wurde ab dem 16. Jahrhundert als Außenanstrich beliebt, da es den in Schweden vorherrschenden Holzhäusern eine Farbe gab, die an die Backsteinbauten wohlhabender Mitteleuropäer erinnerte. Auch in den von Schweden beherrschten Gebieten in Pommern und Mecklenburg kam die Farbgebung vor, so bis heute am Schloss Spycker und am Wismarer Schabbellhaus.
Ende des 19. Jahrhunderts war die rote Farbe in allen Gesellschaftsschichten beliebt, und sie verankerte sich in der Zeit der schwedischen Nationalromantik dank Malern wie Carl Larsson aus Sundborn bei Falun im Bewusstsein vieler Schweden. Die rote Farbe wurde im Laufe der Jahrhunderte zu Schwedens Nationalfarbe beim Hausbau und ist in ländlichen Gebieten bis heute die traditionelle Farbe für Holzbauten geblieben.

## Herstellung und Eigenschaften
Die hauptsächlich enthaltenen Pigmente sind Siliciumdioxid und Eisenoxid sowie Vitriole von Eisen und Kupfer, teilweise auch Oxide von Aluminium, Magnesium, Calcium, Zink und Blei in geringerer Menge. Die namensgebende Pigmentmischung wird seit 1616 als Nebenprodukt des (1992 stillgelegten) Kupferbergbaus in Falun gewonnen, wo verwittertes, mageres Kupfererz (auch Rotmulm genannt) als Abraum der Kupfererzgewinnung in großen Mengen zur Verfügung steht. Darin sind die Ausgangsstoffe für die Pigmentherstellung hauptsächlich in Form von Quarz, Magnetit und Hämatit enthalten. Die vermahlenen Eisenoxidpigmente werden zu Eisenoxidrot gebrannt und traditionell in wässriger Lösung dispergiert zum fertigen Anstrichmittel verarbeitet.
Als Binder dienen Stärkekleister und Leinöl. Bevorzugt wird Roggenmehl als Stärkelieferant eingesetzt, da dieses Mehl Wasser gut bindet und so die Verarbeitungseigenschaften verbessert. Die übrigen Bestandteile der Farbe sind vorgemischt sehr lange haltbar, wenn der Stärkeanteil erst kurz vor der Verkochung und dem darauffolgenden Anstrich zugesetzt wird. Falunrot enthält als Füllstoff ebenfalls Feldspat. Auch Kieselgur kann als weiterer Füll- und Hilfsstoff enthalten sein, insbesondere wenn reine Metalloxidpigmente anstelle der Erze oder anderer Abraumprodukte aus dem Bergbau verwendet werden. Darüber hinaus setzen Hersteller ihrer Farbe Biozide wie z. B. Tolylfluanid, Iodocarb oder Dichloroctylisothiazolinon zu.

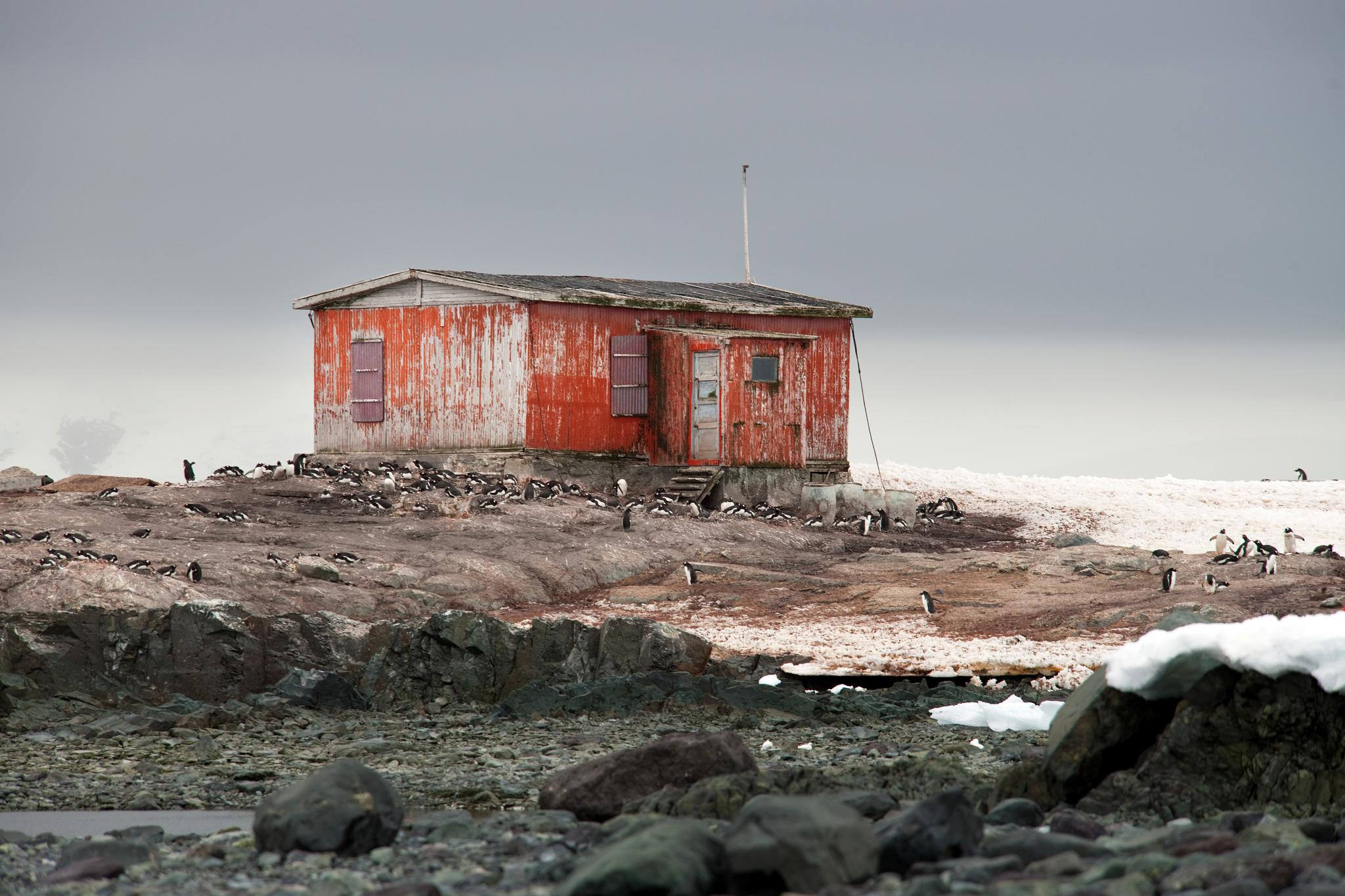
Abgewitterter Anstrich in Falunrot

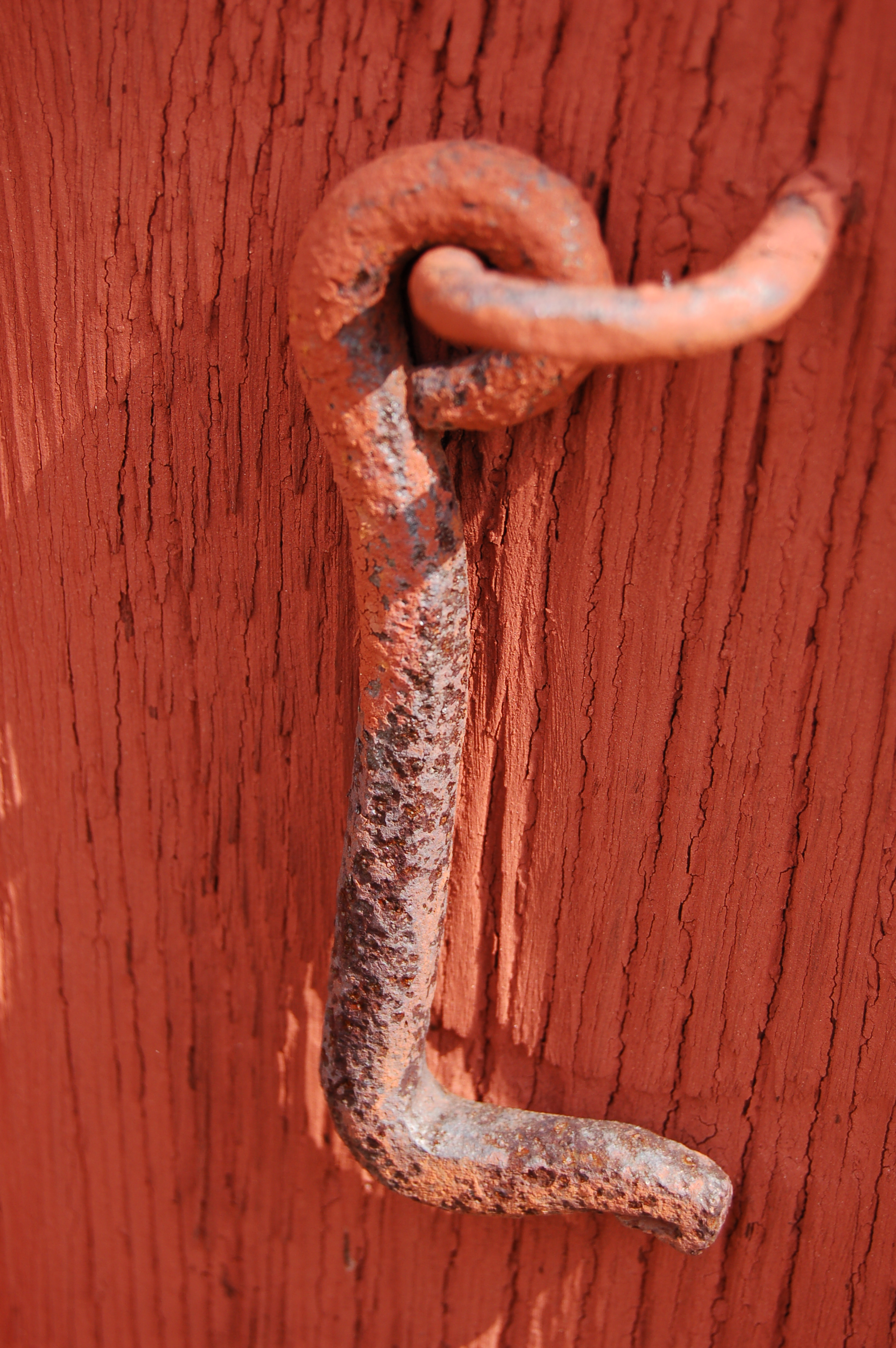
Oxidative Wirkung von Falunrot auf Eisenbeschlag

Falunrot hält besonders gut auf sägerauem, unbehandeltem und bereits verarbeitetem Holz, welches eine Zeitlang der Witterung ausgesetzt war. Während sich solches Holz mit gängigen Lacken oder Dickschichtlasuren wegen des notwendigen hohen Materialeinsatzes nicht ökonomisch beschichten lässt und deren Haltbarkeit auf vergrautem Holz nur begrenzt ist, verbindet sich die Faluröd-Farbe gerade mit der rauen Holzoberfläche besonders gut. Die Beschichtung benötigt eine lange Trocknungszeit. Sie bildet keine Sperrschicht und wirkt dennoch, bei richtiger Anwendung und ausreichender Schichtdicke, holzkonservierend, was nicht auf ihren Schwermetallgehalt zurückgeführt wird. Das enthaltene Kupfervitriol kann jedoch Kontaktkorrosion hervorrufen. Falunrot ist nicht wasch- und bedingt wischfest. Die Alterung der Farbschicht bewirkt keine durch Rissbildung hervorgerufenen Abplatzungen derselben, sondern einen „kreidenden“ Abrieb.